# Senior Moment
Senior Moment ist eine US-amerikanische Filmkomödie mit William Shatner in der Hauptrolle, die in den USA am 26. März 2021 ihre Premiere hatte.

## Handlung
Der pensionierte NASA-Testpilot Victor Martin verliert seinen Führerschein und ist in der Konsequenz gezwungen, den öffentlichen Personennahverkehr zu nutzen. Dort lernt er Caroline Summers kennen und verliebt sich in sie. Darüber hinaus plant Martin, gemeinsam mit seinem Freund Sal Spinelli Rache für den Führerscheinentzug zu nehmen.

## Produktion
Im März 2017 wurde bekannt, dass William Shatner die Hauptrolle in der romantischen Komödie übernimmt. Der Drehbeginn wurde für den „späten Frühling“ 2017 mit Palm Springs als Drehort avisiert. Die Beteiligung von Christopher Lloyd und Jean Smart wurde in den Monaten April und Mai mitgeteilt.
Regie führte der Italiener Giorgio Serafini, der u. a. den Actionfilm Lethal Punisher: Kill or Be Killed mit Dolph Lundgren drehte. Nach Star Trek III: Auf der Suche nach Mr. Spock (1984) und Ein Heiratsantrag zu Weihnachten (2015) ist Senior Moment der dritte Film, in dem Shatner und Lloyd gemeinsam spielen.
Im Januar 2021 erwarb die Vertriebsgesellschaft Screen Media Films die weltweiten Vertriebsrechte für den Film. Für die Platzierung auf dem europäischen Markt wurden Clay Epstein und Film Mode Entertainment beauftragt.